# Benson (Arizona)
Benson és una població dels Estats Units a l'estat d'Arizona. Segons el cens del 2007 tenia 4.974 habitants, 2.084 habitatges, i 1.346 famílies La densitat de població era de 50,9 habitants/km².